# 桑根达来淖尔
桑根达来淖尔也作桑根达来湖、桑根达来诺尔，是一个位于中国内蒙古自治区巴彦淖尔市乌拉特中旗巴音乌兰苏木境内的内流盐湖，位于巴音乌兰苏木政府驻地东北约69千米处，水面面积2.05平方千米，水深7～12米。《中国湖泊志》在附录中收录的桑根达来湖，但记录的坐标错误，记录其湖面海拔1149.6米，湖泊2.0平方千米。